# Beverley Brooks
Beverley Brooks (Londen, 1929 - Nice, 12 augustus 1992) was een Brits filmactrice en model die tussen 1955 en 1978 in 6 films speelde.
Brooks werd geboren als Patrica Evelyn Beverley Matthews. Op haar 17de stopte zij met haar opleiding om model te worden. Doordat zij in 1953 trouwde met de gefortuneerde kapitein Christopher Brooks werd zij bekend als Beverley Brooks. In 1957, na vier jaar en een dochter rijker, scheidde het paar en Brooks hertrouwde op 21 maart van datzelfde jaar met Vere Harmsworth, krantenmagnaat en de derde burggraaf van Rothermere met wie zij drie kinderen zou krijgen. Vanaf dit moment heette zij Lady Rothermere, maar zij stond in de society kringen beter bekend onder haar bijnaam Bubbles Rothermere, vanwege haar voorliefde voor champagne. Gedurende haar huwelijk met Rothermere acteerde zij niet meer in speelfilms en pas nadat zij in 1978 van Rothermere scheidde had zij weer een filmrol: The Stud (1978) met Joan Collins. 
Beverley Bubbles Rothermere overleed in 1992 aan een overdosis medicijnen in haar villa aan de Côte d'Azur. 

## Filmografie
- Simon and Laura (1955)
- Man of the Moment (1955)
- Lost (1955)
- Reach for the Sky (1955)
- Find the Lady (1956)
- The Stud (1978)